# Nanfang Ribao
Nanfang Ribao (Zuidelijk Dagblad) is een krant in de Chinese provincie Guangdong. De krant verscheen voor het eerst op 23 oktober 1949.
De krant was de officiële publicatie van de Communistische Partij van Guangdong. Tegenwoordig wordt de krant uitgegeven door de Zuidelijke Mediagroep.